# اهل الکدیه
اهل الکدیه یک منطقهٔ مسکونی در الجزایر است که در ناحیه بومرداس واقع شده‌است. اهل الکدیه ۲٫۶ کیلومتر مربع مساحت دارد ۳۲۰ متر بالاتر از سطح دریا واقع شده‌است.